# Prima pagină (film din 1981)
Prima pagină (titlu original: în engleză Continental Divide) este un film american de comedie romantică din 1981 regizat de Michael Apted și scris de Lawrence Kasdan. Rolurile principale au fost interpretate de actorii John Belushi și Blair Brown. A fost primul film care a fost creditat ca fiind produs de compania de producție a lui Steven Spielberg, Amblin Entertainment.

## Rezumat
Reporterul unui ziar din Chicago Ernie Souchak (Belushi) investighează un consilier corupt. În timp ce face o dezvăluire a unor tranzacții ascunse cu terenuri, el este agresat de doi polițiști corupți trimiși de consilier și ajunge la spital.
Editorul lui Souchak decide să-l trimită afară din oraș pentru propria sa siguranță. Băiat de oraș, Souchak călătorește fără tragere de inimă în Munții Stâncoși pentru a o intervieva pe izolata Dr. Nell Porter (Brown), care efectuează cercetări despre vulturii cu cap alb americani de câțiva ani.

## Distribuție
- John Belushi – Ernie Souchak
- Blair Brown – Nell Porter
- Allen Garfield – Howard McDermott (ca Allen Goorwitz)
- Carlin Glynn – Sylvia McDermott
- Val Avery – Alderman Yablonowitz
- Tony Ganios – Max Bernbaum
- Liam Russell – Deke Lewis
- Bruce Jarchow – Hellinger
- Ron Dean – Plesko